# U 58 (U-Boot, 1939)
U 58 war ein U-Boot vom Typ II C, das im Zweiten Weltkrieg von der deutschen Kriegsmarine eingesetzt wurde.

## Geschichte
Der Auftrag für das Boot wurde am 17. Juni 1937 an die Deutschen Werke in Kiel vergeben. Die Kiellegung erfolgte am 28. September 1937, der Stapellauf am 12. Oktober 1938, die Indienststellung unter Oberleutnant zur See Herbert Kuppisch fand schließlich am 4. Februar 1939 statt.
Das Boot gehörte von der Indienststellung am 4. Februar 1939 bis zum 31. Dezember 1939 als Ausbildungs- und Frontboot zur U-Flottille „Emsmann“ in Kiel. Nach der Neugliederung der Flottillen gehörte U 58 vom 1. Januar 1940 bis zum 31. Dezember 1940 zur 1. U-Flottille in Kiel. Das Boot kam am 1. Januar 1941 als Schulboot zur 22. Flottille in Gotenhafen bzw. ab dem 1. Juli 1944 bis zum 3. Mai 1945 zur 19. U-Flottille in Pillau bzw. Kiel.
U 58 unternahm während seiner Dienstzeit 11 Feindfahrten, auf der es sieben Schiffe mit einer Gesamttonnage von 24.549 BRT versenken konnte.

## Einsatzstatistik

### Erste Feindfahrt
Das Boot lief am 25. August 1939 um 2.58 Uhr von Wilhelmshaven aus und lief am 9. September 1939 um 17.00 Uhr in Kiel ein. Auf dieser 16 Tage dauernden Unternehmung in die Nordsee und der Großen Fischerbank, wurden keine Schiffe versenkt oder beschädigt.

### Zweite Feindfahrt
Das Boot lief am 23. Oktober 1939 um 2.30 Uhr von Kiel aus und lief am 10. November 1939 um 15.30 Uhr wieder dort ein. Auf dieser 19 Tage dauernden Unternehmung in die Nordsee, wurden keine Schiffe versenkt oder beschädigt.

### Dritte Feindfahrt
Das Boot lief am 29. November 1939 um 1.00 Uhr von Kiel aus und lief am 5. Dezember 1939 um 17.15 Uhr wieder dort ein. Auf dieser sieben Tage langen Minenunternehmung vor Lowestoft-Süd wurden neun TMB-I-Minen gelegt und keine Schiffe versenkt oder beschädigt.

### Vierte Feindfahrt
Das Boot lief am 27. Dezember 1939 um 17.30 Uhr von Kiel aus und lief am 8. Januar 1940 um 21.10 Uhr wieder dort ein. Auf dieser 13 Tage dauernden und zirka 1.300 sm über und 166 sm unter Wasser langen Unternehmung in die Nordsee und vor der britischen Ostküste, wurden zwei Schiffe mit insgesamt 4.426 BRT versenkt.
- 1. Januar 1940: Versenkung des schwedischen Dampfers Lars Magnus Trozelli (Lage) mit 1.951 BRT. Der Dampfer wurde durch einen G7e-Torpedo versenkt. Er fuhr in Ballast und war auf dem Weg Norrköping nach Blyth. Es gab sieben Tote.
- 3. Januar 1940: Versenkung des schwedischen Dampfers Svartön (Lage) mit 2.475 BRT. Der Dampfer wurde durch einen G7e-Torpedo versenkt. Er hatte Eisenerz geladen und befand sich auf dem Weg von Narvik zum Tees. Es gab 20 Tote und elf Überlebende.

### Fünfte Feindfahrt
Das Boot lief am 20. Januar 1940 um 0.15 Uhr von Kiel aus und lief am 8. Februar 1940 um 16.08 Uhr in Wilhelmshaven ein. Das Boot lief vor den direkten Auslaufen zur Feindfahrt am 20. Januar 1940 in Brunsbüttel ein und verlegte von dort am 24. Januar 1940 um 12.15 Uhr nach Wilhelmshaven, wo es am 25. um 0.45 Uhr einlief. Auf dieser zwölf Tage dauernden und zirka 1.300 sm über und 190 sm unter Wasser langen Unternehmung in die Nordsee, wurde ein Schiff mit 815 BRT versenkt.
- 3. Februar 1940: Versenkung des estnischen Dampfers Reet mit 815 BRT. Der Dampfer wurde durch einen G7e-Torpedo versenkt. Er hatte Stückgut geladen und war auf dem Weg vom Tees nach Göteborg. Es war ein Totalverlust.

### Sechste Feindfahrt
Das Boot lief am 31. März 1940 um 18.50 Uhr zum Unternehmen Weserübung von Wilhelmshaven aus und lief am 3. Mai 1940 in Kiel ein. Es lief am 16. April 1940 um 18.45 Uhr zur Ergänzung in Bergen ein und am 17. April 1940 um 5.15 Uhr wieder aus. Auf dieser 33 Tage dauernden und zirka 2.800 sm über und 903 sm unter Wasser langen Unternehmung vor Norwegen und dem Pentland Firth, wurden keine Schiffe versenkt oder beschädigt.

### Siebte Feindfahrt
Das Boot lief am 27. Mai 1940 um 16.40 Uhr von Kiel aus und lief am 17. Juni 1940 um 14.45 Uhr wieder dort ein. Auf dieser 21 Tage dauernden und zirka 1.800 sm über und 566 sm unter Wasser langen Unternehmung in die Nordsee, den Orkneys und dem North Minch, wurde ein Schiff mit 8.401 BRT versenkt.
- 1. Juni 1940: Versenkung des britischen Dampfers Astronomer (Lage) mit 8.401 BRT versenkt. Der Dampfer wurde durch drei Torpedos versenkt. Er hatte Militärgüter und 48 Mann Marinepersonal an Bord und befand sich auf dem Weg von Rosyth nach Scapa Flow. Es gab vier Tote und 52 Überlebende. Die Zahl der Toten und geretteten des Marinepersonals ist nicht bekannt.

### Achte Feindfahrt
Das Boot lief am 6. Juli 1940 um 17.22 Uhr von Kiel aus und lief am 22. Juli 1940 um 22.25 Uhr in Lorient ein. Es lief am 10. Juli 1940 um 0.50 Uhr zur Ergänzung in Bergen ein und um 20.25 Uhr wieder aus. Auf dieser 17 Tage dauernden und zirka 2.700 sm unter und 223 sm über Wasser langen Unternehmung in den Nordatlantik, dem North Minch und dem Nordkanal, wurde ein Schiff mit 1.591 BRT versenkt und ein Schiff mit 6.998 BRT beschädigt.
- 15. Juli 1940: Beschädigung des britischen Tankers Scottish Minstrel mit 6.998 BRT. Der Tanker wurde durch einen Torpedo beschädigt.
- 18. Juli 1940: Versenkung des norwegischen Dampfers Gyda (Lage) mit 1.591 BRT. Der Dampfer wurde durch einen Torpedo versenkt. Er hatte Salzkuchen geladen und befand sich auf dem Weg von Glasgow nach Bathurst (Neubraunschweig). Es gab elf Tote und neun Überlebende.

### Neunte Feindfahrt
Das Boot lief am 29. Juli 1940 um 20.30 Uhr von Lorient aus, und am 12. August 1940 um 10.12 Uhr wieder dort ein. Auf dieser 14 Tage dauernden und zirka 2.200 sm über und 149 sm unter Wasser langen Unternehmung in den Nordatlantik und dem Nordkanal, wurde ein Schiff mit 4.360 BRT versenkt.
- 4. August 1940: Versenkung des griechischen Dampfers Pindos (Lage) mit 4.360 BRT. Der Dampfer wurde durch zwei Torpedos versenkt. Er hatte 7.500 t Getreide geladen und befand sich auf dem Weg von Bahía Blanca nach Avonmouth. Das Schiff war ein Nachzügler des Konvois SL-40. Es gab drei Tote und 29 Überlebende.

### Zehnte Feindfahrt
Das Boot lief am 2. September 1940 um 8.00 Uhr von Lorient aus und lief am 20. September 1940 um 18.12 Uhr wieder dort ein. Auf dieser 19 Tage dauernden und zirka 2.500 sm über und 180 sm unter Wasser langen Unternehmung in den Nordatlantik, dem Nordkanal und den Hebriden, wurden keine Schiffe versenkt oder beschädigt.

### Elfte Feindfahrt
Das Boot lief am 2. Oktober 1940 um 16.30 Uhr von Lorient aus und lief am 18. Oktober 1940 um 12.10 Uhr wieder in Kiel ein. Es lief am 12. Oktober 1940 um 20.20 Uhr zur Ergänzung in Bergen ein und lief am 16. Oktober 1940 um 16.00 Uhr wieder aus. Auf dieser 16 Tage dauernden und zirka 2.270 sm über und 76 sm unter Wasser langen Unternehmung in den Nordatlantik und der Nordsee, wurde ein Schiff mit 4.956 BRT versenkt.
- 8. Oktober 1940: Versenkung des britischen Dampfers Confield (Lage) mit 4.956 BRT. Der Dampfer wurde durch zwei Torpedos versenkt. Er hatte 5.800 t Holz, 2.000 t Getreide und 300 t Blei geladen und befand sich auf dem Weg von Port Alberni über Halifax nach Portishead. Das Schiff war ein Nachzügler des Konvois HX-76 mit 38 Schiffen. Es gab einen Toten und 36 Überlebende.

## Verbleib
Im Sommer 1943 führte U 58 in der Ostsee die ersten Erprobungen der deutschen Schnorchel-Konstruktion durch. Im April 1945 wurde es in Kiel außer Dienst gestellt und dort am 3. Mai 1945 gemäß dem lange bestehenden, von Großadmiral Dönitz erst am Abend des 4. Mai 1945 aufgehobenen Regenbogen-Befehl von seiner Besatzung selbstversenkt. Nach Kriegsende wurde es gehoben und abgebrochen.